# 1998 FIFAワールドカップ・決勝
1998 FIFAワールドカップ・決勝は、1998年7月12日にフランス・パリ郊外のサン＝ドニにあるスタッド・ド・フランスで行われた、第16回目のFIFAワールドカップの決勝である。

## 決勝への道のり

### ブラジル
前回優勝のブラジルは、グループリーグでグループAに振り分けられ、スコットランド、モロッコ、ノルウェーの各国と対戦した。初戦はスコットランド相手にセザール・サンパイオのゴールとトム・ボイドによるオウンゴールで2-1で勝利。第2戦もモロッコを3-0で下し、最終戦のノルウェー戦（1-2で敗戦）を待たず、決勝トーナメント進出を決めた。
決勝トーナメント初戦では、グループBを勝ち上がったチリと対戦、ロナウドとセザール・サンパイオの2得点ずつの活躍により4-1で勝利した。準々決勝ではナイジェリアを下して勝ち上がったデンマークと対戦、開始2分のマルティン・ヨルゲンセンのゴールで先制を許すも11分にベベット、27分にリバウドのゴールで勝ち越して前半を終える。50分、ブライアン・ラウドルップに同点ゴールを許すが、リバウドが勝ち越しゴールを挙げて3-2で辛くも振り切った。
マルセイユで行われた準決勝では、オランダとの一戦となった。後半開始直後にロナウドのゴールで先制するも、後半43分のパトリック・クライファートのゴールでオランダが追いつき、延長でも決着がつかず120分戦って1-1となり、その後のPK戦で2本をミスしたオランダに対して4人全員が決めたブラジルが4-2で決勝進出を決めた。

### フランス
一方、開催国のフランスはグループリーグでグループCに振り分けられ、デンマーク、南アフリカ、サウジアラビアの各国と対戦した。南アフリカを3-0、サウジアラビアを3-0も事も無げに下したフランスは最終戦でデンマークと対戦、MFユーリ・ジョルカエフとMFエマニュエル・プティのゴールでデンマークを2-1で下し、グループリーグ1位通過となった。
決勝トーナメント初戦では、グループDを勝ち上がったパラグアイと対戦した。延長後半のDFローラン・ブランのゴールデンゴールにより1-0で勝利した。準々決勝ではノルウェーを1-0で下したイタリアとの対戦となったが、延長フルタイムを戦っても両者ノーゴールのまま決着はPK戦へもつれ込んだ。両者1名ずつが外した5人目、ブランが決めたのに対しイタリアのルイジ・ディ・ビアジョのPKはクロスバーにはじかれ、PK4-3でイタリアに勝利して準決勝進出を決めた。
準決勝では、今大会初出場にして台風の目となったクロアチアとの対戦となった。前半は両者無得点で終えるも後半開始早々、クロアチアがFWダヴォール・シューケルの今大会5ゴール目で先制したが、フランスが直後にDFリリアン・テュラムの自身の国際大会初となるゴールで追いつくと後半24分にはテュラムが再びゴールを決め、フランスが初のワールドカップ決勝進出を決めた。だが、後半途中でブランがクロアチアのDFスラベン・ビリッチとの小競り合いの最中にビリッチの胸を小突いた際、ほんの一緒の間の後にビリッチも顔面を押さえ悲鳴を上げた。これはあからさまなシミュレーション行為であったが、主審はブランを一発退場とした。これによりブランも次戦出場停止処分となり、決勝のピッチに立てないこととなった。

## 試合展開
試合前、原因不明の発作に襲われたブラジルのエース・ロナウドの出来がこの試合の全てと言っても過言ではない内容であった。決勝当日の昼食後、ロナウドは突然痙攣を起こし3~4分間意識不明であったという。 その後医師の診察によって意識は回復するが、決勝直前での出来事にブラジルチーム全体に動揺が走った。バイアーノによれば、試合中に同じ発作がまたロナウドに起こるかもしれないと気が気ではなかったという。。このことからロナウドに代わりエジムンドが先発することが一度は決定したが、直前になってロナウドが先発することが決まった。
前半27分、コーナーキックからフランスのMFジネディーヌ・ジダンのヘディングシュートによりフランスが先制した。一方のロナウドはDFドゥンガの放ったロングボールを受けてシュートするも、フランスのGKファビアン・バルテズの激しい寄せに阻まれる。ロナウドとバルテズが激突して気絶、ドクターの治療を必要としたものの共に再び立ち上がる。その後、ブラジルのゲームメーカーである二人のMF、レオナルドとリバウドがフランスの二人のMF、ディディエ・デシャンとクリスティアン・カランブーの2人に完全に封じられた。前半ロスタイムにはジダンがブラジルを突き放す2点目を挙げ、前半は2-0で折り返すこととなる。
後半、ロナウドがペナルティーエリア内でボールを受けシュートを放つも、そのボールはフランスのGKバルテズの腕に吸い込まれた。68分には、DFマルセル・デサイーが2枚目のイエローカードで退場となり、フランスは残り20分余りを10人で戦うことになったが、ブラジルの攻撃をしのぎ切るだけではなく終了間際にプティがゴールでダメ押しとなる3点目を挙げ、3-0でフランスがブラジルを下して自国開催で初優勝を成し遂げた。
この大会を最後に、ホスト国の優勝は実現していない。

## 試合結果
| ブラジル | 0 – 3    | フランス                              |
| -------- | -------- | ------------------------------------- |
|          | レポート | - ジダン 27分, 45+1分 - プティ 90+3分 |

| ブラジル | フランス |

| GK             | 1  | クラウディオ・タファレル |      |      |
| RB             | 2  | カフー                   |      |      |
| CB             | 4  | ジュニオール・バイアーノ | 33分 |      |
| CB             | 3  | アウダイール             |      |      |
| LB             | 6  | ロベルト・カルロス       |      |      |
| CM             | 8  | ドゥンガ                 |      |      |
| CM             | 5  | セザール・サンパイオ     |      | 73分 |
| AM             | 18 | レオナルド               |      | 46分 |
| AM             | 10 | リバウド                 |      |      |
| CF             | 20 | ベベット                 |      |      |
| CF             | 9  | ロナウド                 |      |      |
| 控え選手:      |    |                          |      |      |
| MF             | 19 | デニウソン               |      | 46分 |
| FW             | 21 | エジムンド               |      | 73分 |
| 監督:          |    |                          |      |      |
| マリオ・ザガロ |    |                          |      |      |

| GK           | 16 | ファビアン・バルテズ       |           |      |
| RB           | 15 | リリアン・テュラム         |           |      |
| CB           | 18 | フランク・ルブーフ         |           |      |
| CB           | 8  | マルセル・デサイー         | 48分 68分 |      |
| LB           | 3  | ビセンテ・リザラズ         |           |      |
| DM           | 7  | ディディエ・デシャン       | 39分      |      |
| CM           | 19 | クリスティアン・カランブー | 56分      | 57分 |
| CM           | 17 | エマニュエル・プティ       |           |      |
| AM           | 10 | ジネディーヌ・ジダン       |           |      |
| AM           | 6  | ユーリ・ジョルカエフ       |           | 74分 |
| CF           | 9  | ステファヌ・ギヴァルシュ   |           | 66分 |
| 控え選手:    |    |                            |           |      |
| MF           | 14 | アラン・ボゴシアン         |           | 57分 |
| FW           | 21 | クリストフ・デュガリー     |           | 66分 |
| MF           | 4  | パトリック・ヴィエラ       |           | 74分 |
| 監督:        |    |                            |           |      |
| エメ・ジャケ |    |                            |           |      |

| 副審: マーク・ウォーレン アフマット・サリー 第4の審判: アブドゥルラフマン・アル＝ザイード | 試合方式 - 試合時間90分（前後半45分） - 延長戦の場合は30分（前後半15分） - 同点の場合はPK戦 - 選手交代は3人まで |